# 烏克蘭第2方面軍
烏克蘭第2方面軍（俄语：2-й Украинский фронт）是蘇聯紅軍於第二次世界大戰中組建的一支方面軍，主要用於烏克蘭、羅馬尼亞、匈牙利、奧地利方面戰事。

## 歷史
烏克蘭第2方面軍根據1943年10月16日最高統帥部命令成立於1943年10月20日，是為發動收復烏克蘭的攻勢、越過第聶伯河而準備的四個方面軍之一，以草原方面軍更名而來。1943年10月至12月，實施茲納緬卡-克里沃羅格戰役。1944年冬季，在蘇軍展開對右岸烏克蘭的戰略進攻中，實施基洛夫格勒進攻戰役，後再與烏克蘭第1方面軍協同實施科爾遜-契爾卡塞攻勢，多個德軍師受到重創。
1944年春，烏克蘭第2方面軍實施烏曼-博托沙尼戰役，擊潰德軍第8軍團和第1裝甲軍團部份兵力。之後又與烏克蘭第1方面軍配合，突破南方集團軍防線，收復大片右岸烏克蘭地區、摩尔达维亚苏维埃社会主义共和国以及進入羅馬尼亞境內。1944年8月，烏克蘭第2方面軍發動雅西-奇西瑙攻勢，德軍損失約22個師，羅馬尼亞則就此退出戰爭。9月，烏克蘭第2方面軍以布加勒斯特-阿拉德戰役，佔領羅馬尼亞全境。1944年10月，烏克蘭第2方面軍於德布勒森戰役擊敗南方團軍，並佔領準備進攻布达佩斯的有利位置，隨後在與烏克蘭第3方面軍與多瑙河区舰队配合下發動布達佩斯攻勢，包圍並消滅188,000名軸心國士兵，佔領了匈牙利首都布達佩斯，為朝維也納方向進攻創造了條件。1945年3月至4月，烏克蘭第2方面軍左翼部隊參與維也納攻勢，並與烏克蘭第3方面軍配合完成佔領匈牙利全境，並佔領捷克斯洛伐克、奧地利東部地區和首都維也納的大部分地區。同時，烏克蘭第2方面軍右翼部隊也在喀尔巴阡山脉實施半斯卡-比斯特理察進攻戰役。
1945年5月6日至11日，烏克蘭第2方面軍實施布拉格攻勢，在此行動中消滅了德軍殘餘的絕大部分兵力（隸屬中央集團軍），佔領捷克斯落伐克全境。5月10日，烏克蘭第2方面軍左翼部隊於皮塞克與布傑約維采與美軍會師。1945年6月10日，烏克蘭第2方面軍根據1945年5月9日最高統帥部指令予以解散，方面軍指揮權轉交最高統帥部預備司令部，並以此為基礎組建了敖德薩軍區。

## 人事
- 資料來源：[2]

| 司令員 - 伊萬·斯捷潘諾維奇·科涅夫大將：1943年10月—1944年5月 - 羅季翁·雅科夫列維奇·馬利諾夫斯基大將：1944年5月—1945年6月 |

| 軍事委員會委員 - 伊万·扎哈罗维奇·苏塞科夫戰車中將：1943年10月—1945年3月 - 亞歷山大·尼古拉耶維奇·捷夫琴科夫中將：1945年3月—1945年6月 |

| 參謀長 - 馬特維·瓦西里耶維奇·扎哈羅夫中將：1943年10月—1945年6月 |

## 戰鬥序列
| 1944年1月1日 - 近衛第4軍團 - 近衛第5軍團 - 近衛第7軍團 - 第37軍團 - 第52軍團 - 第53軍團 - 第57軍團 - 近卫坦克第5集团军 - 第5航空軍團 |

| 1944年4月1日 - 近衛第4軍團 - 近衛第5軍團 - 近衛第7軍團 - 第27軍團 - 第40軍團 - 第52軍團 - 第53軍團 - 近卫坦克第5集团军 - 第2戰車軍團 - 第6戰車軍團 - 第5航空軍團 |

| 1944年7月1日 - 近衛第4軍團 - 近衛第7軍團 - 第27軍團 - 第40軍團 - 第52軍團 - 第53軍團 - 第6戰車軍團 - 第5航空軍團 |

| 1944年10月1日 - 近衛第7軍團 - 第27軍團 - 第40軍團 - 第46軍團 - 第53軍團 - 近衛第6戰車軍團 - 第5航空軍團 |

| 1945年1月1日 - 近衛第7軍團 - 第27軍團 - 第40軍團 - 第53軍團 - 近衛第6戰車軍團 - 第5航空軍團 |

| 1945年4月1日 - 近衛第7軍團 - 第40軍團 - 第46軍團 - 第53軍團 - 羅馬尼亞第1軍團 - 羅馬尼亞第4軍團 - 第5航空軍團 |

## 註腳
1. ↑  Frieser & Schmider（2017年），第428页
2. ↑  samsv